# Lukas Nerurkar
Lukas Nerurkar (født 14. november 2003 i Addis Ababa) er en cykelrytter fra England, der er på kontrakt hos EF Education-EasyPost.